# Louis de Nogaret de La Valette
Louis de Nogaret de La Valette (Angoulême, 8 februari 1593 - Rivoli, 28 september 1639) was aartsbisschop van Toulouse en was luitenant-generaal van het koninklijk leger.

## Biografie
Louis de Nogaret de La Valette werd als derde zoon geboren van Jean Louis de Nogaret de La Valette en zijn vrouw Margarita van Foix-Candale. Al op zesjarige leeftijd ging Louis de Nogaret het klooster in. In 1611 verliet hij het klooster en ging hij dienen onder François de Joyeuse, de toenmalige aartsbisschop van Toulouse. Hij werd door deze benoemd tot abt van verschillende kloosters en werd uiteindelijk ook kapelaan aan het hof van Lodewijk XIII. Na de ongelukkige dood van de Joyeuse volgde Louis de Nogaret hem op als aartsbisschop van Toulouse. In 1621 werd hij door paus Paulus V tot kardinaal verheven. Tijdens de Dertigjarige Oorlog was hij voor de Fransen meerdere malen op het slagveld actief.